# Psectrosciara rava
Psectrosciara rava är en tvåvingeart som beskrevs av Cook 1971. Psectrosciara rava ingår i släktet Psectrosciara och familjen dyngmyggor. Inga underarter finns listade i Catalogue of Life.